# Tshuapafloden
Tshuapafloden (fransk: Rivière Tshwapa) er en flod i Den Demokratiske Republik Congo, den vigtigste biflod til Busira-floden.

## Flodens løb
Floden har sit udspring i den sydlige del af Sankuru naturreservat og slynger sig mod nordnordvest til Elinga-Mpango og videre til Bondo, hvorfra den løber i vest-nordvestlig retning til Boende, ovenfor dens sammenløb med Lomelafloden for at danne Busirafloden. Der er 408 kilometer fra dette punkt til Congo-floden. Byen Boende ligger 29 km fra sammenløbet og 444 km fra Mbandaka ved Congo-floden.

## Miljø
Sammenløbet af floderne Tshuapa og Lomela ligger i hjertet af den centrale lavning i Congo-bassinet. Den årlige nedbør er i gennemsnit 2.000 mm, og der er ingnen tørsæson. 20-25% af Tshuapa-oplandet er udsat for oversvømmelser.  Ved en strækning på  156 km langs Tshuapa, er et areal på 160.000 hektar permanent sumpskov.

## Sejlads
Tshuapa er sejlbar på en strækning af 825 km sammenløbet med Lomela op til endestationen ved Elinga-Mpango. En strækning på 555 km af floden, fra dens udmunding op til Ikela, er sejlbar hele året rundt, med  pramme på op til 350 tons, selvom der der er et par problematiske sving. Fra Ikela op til Bondo ved 696 km kan der sejles med 40 tons pramme hele året rundt.  Fra Bondo til Elinga-Mpango bliver floden indsnævret og snor sig mere og er ikke sejlbar hele året rundt.